# Saori Atsumi
Saori Atsumi (Iwata, 2 febbraio 1989) è una cantante giapponese.
Dopo essersi autoprodotta il primo album Mayonaka no Radio. nel 2002 debutta ufficialmente nel 2004 con il singolo Mōsukoshi… Mōsukoshi…, usata come sigla di chiusura dell'anime Midori Days.
Altri suoi brani sono utilizzati come sigle in anime quali Genshiken (Biidama, 2004), il remake di Kujibiki Unbalance (Ai, 2006) e nel 2010 Mitsudomoe con Yume-iro no Koi (夢色の恋?).
Oltre a scrivere e comporre le proprie canzoni, Saori Atsumi ha scritto canzoni per interpreti fra i quali la cantante e doppiatrice Sayuri Iwata.